# Ivica Majstorović
Ivica Majstorović (* 20. September 1981 in München) ist ein deutsch-kroatischer Fußballspieler.

## Karriere
Nachdem er davor beim SV Neuperlach aktiv gewesen war, spielte Majstorović bis 1990 im Nachwuchsbereich des FC Bayern München, des TSV Gartenstadt Trudering (1990–1991), erneut bei Bayern München (1992–1997), TSV 1860 Rosenheim (1997–1998) und ab 1998 im SpVgg Unterhaching. Sein erstes Spiel für die Mannschaft von SpVgg Unterhaching bestritt er am 19. April 2002 gegen den 1. FC Union Berlin, sein erstes Tor schoss er am 2. Mai 2004 gegen Wacker Burghausen. Nach der Saison 2006/07 und dem Abstieg wechselte er von der SpVgg Unterhaching zum griechischen Erstligisten Panionios Athen, nachdem sein Vertrag bei der SpVgg Unterhaching nicht verlängert worden war. Nach zwei Jahren wechselte Majstorović zum Ligakonkurrenten und Aufsteiger PAS Ioannina. Nach dem Abstieg in der nächsten Saison wechselte er zum Ligaaufsteiger AO Kerkyra und 2012 zu AEL Kallonis. Im Januar 2013 wechselte er nach torloser Saison zum österreichischen Bundesligisten SV Mattersburg.